# Choumchou
Choumchou (en russe : Шумшу, en japonais : 占守島) est l’île la plus au nord de l'archipel des îles Kouriles. Elle est séparée de la péninsule du Kamtchatka et notamment du cap Lopatka par un bras de mer d'une dizaine de kilomètres de largeur, le premier détroit des Kouriles.